# Демьянова, Татьяна Дмитриевна
Татьяна Дмитриевна Демьянова (цыганка Таня; 1808—1877) — русская цыганская певица. Звезда Москвы 30-х годов 19 века, её исполнением русских песен заслушивался А.С.Пушкин, а Н.М.Языков посвящал ей стихотворения.

## Биография

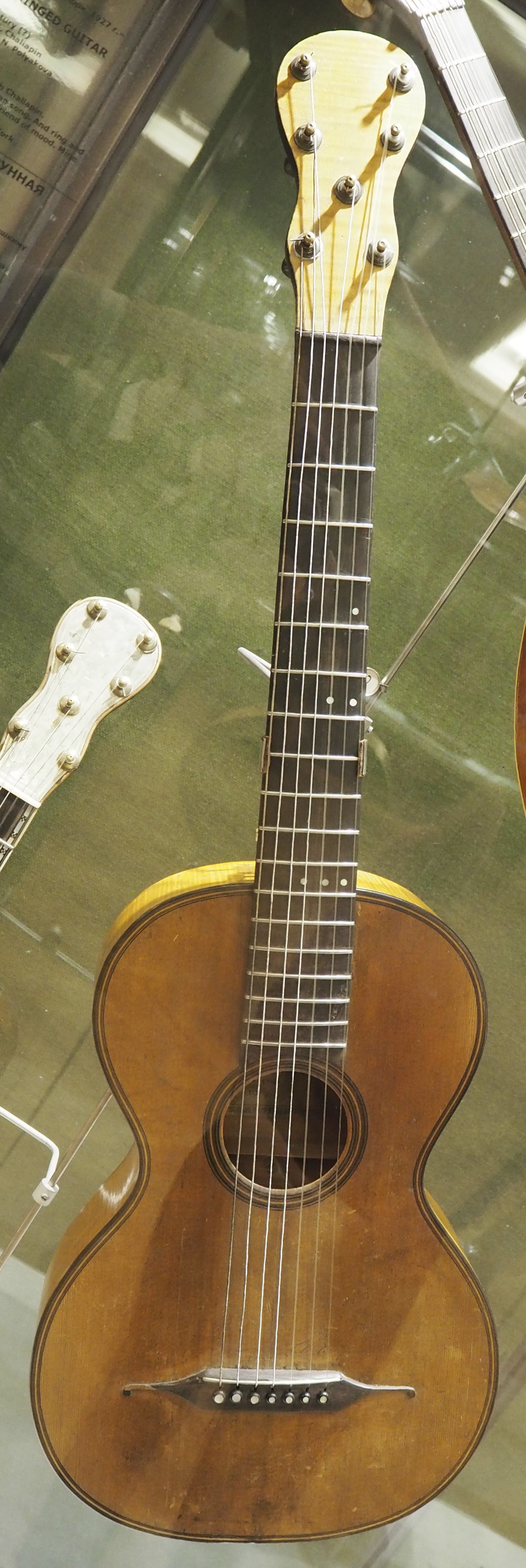
Гитара Татьяны Демьяновой

Татьяна Демьянова родилась по разным данным в 1808 или в 1810 году. Была очень популярна в Москве в 1830—1850 годы. Пела в хоре Ильи Соколова, позднее — в цыганском хоре Ивана Васильева. В репертуаре Татьяны Демьяновой были русские народные песни. Она вспоминала: «Романсов мы тогда мало пели, всё больше русские песни, народные… Но когда я петь начала, уже появились романсы». Особенно хорошо ей удавалось исполнение романса «Соловей» композитора А. А. Алябьева на стихи поэта А. А. Дельвига.
Пением Татьяны Демьяновой восхищался А. С. Пушкин. В её обществе он встречал новый 1831 год. В письме Вяземскому Пушкин сообщал: «Встречу Нового года провёл с цыганами и с Танюшей, настоящей Татьяной-пьяной». Поэт Н. М. Языков посвятил ей три стихотворения: «Весенняя ночь», «Элегия» и «Перстень». Татьяна Демьянова дружила с цыганкой Ольгой Солдатовой — гражданской женой П. В. Нащокина. Последние годы жила на пенсию, которую ей выплачивала княгиня Голицына. Умерла в Москве по разным данным в 1876 или 1877 году.
Татьяна Демьянова жила в Москве на Садовой улице в доме Чухина, на Бронной улице и в Грузинах.
Гитара Татьяны Демьяновой работы Ивана Краснощёкова хранится в Москве в Российском национальном музее музыки.